# 尼梅茨卡莫克拉

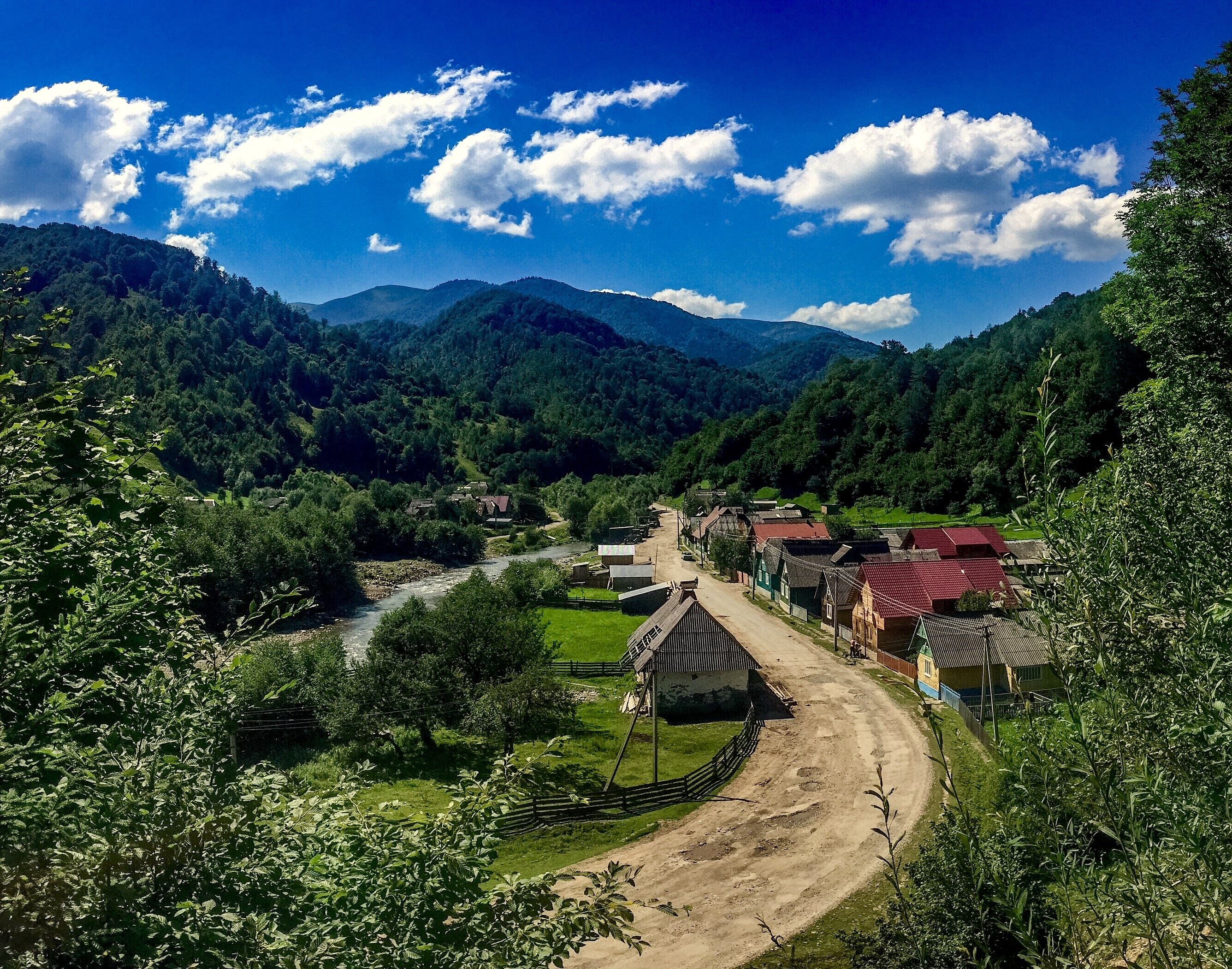
村内风景

尼梅茨卡莫克拉（烏克蘭語：Німецька Мокра），是烏克蘭西部外喀爾巴阡州佳奇夫区乌斯季-乔尔纳市镇内的村落。處於莫克良卡河畔，海拔高度661米，2001年人口540。
1946至2016年间该村名为共青村（烏克蘭語：Комсомольськ）。